# NGC 1380
NGC 1380 je galaksija u zviježđu Kemijska peć.

## Vanjske poveznice
- SEDS: NGC 1380